# Erdentempel
Erdentempel je četvrti studijski album njemačkog folk metal sastava Equilibrium. Diskografska kuća Nuclear Blast objavila ga je 6. lipnja 2014. godine. Prvi je uradak grupe na kojem se pojavila pjesma na engleskom jeziku, pod imenom "The Unknown Episode". Posljednji je album kojem su svojim idejama pridonijeli osnivači te brat i sestra Andreas Völkl i Sandra Van Eldik, koji su odlučili napustiti skupinu prije nego što je bio objavljen; međutim, nisu ništa svirali na njemu, te je svaki instrument (osim bubnjeva) samostalno svirao i snimio sam René Berthiaume.

## Popis pjesama
Tekstovi i glazba: René Berthiaume. 
| 1.    | »Ankunft« (instrumental) | Dolazak               | 0:51 |
| 2.    | »Was lange währt«        | Ono što dugo traje    | 5:10 |
| 3.    | »Waldschrein«            | Svetište u šumi       | 5:20 |
| 4.    | »Karawane«               | Karavana              | 4:52 |
| 5.    | »Uns'rer Flöten Klang«   | Zvuk naših flauta     | 4:21 |
| 6.    | »Freiflug«               | Slobodni let          | 4:58 |
| 7.    | »Heavy Chill«            |                       | 6:06 |
| 8.    | »Wirtshaus Gaudi«        | Zabava u krčmi        | 2:41 |
| 9.    | »Stein meiner Ahnen«     | Stijena mojih predaka | 5:42 |
| 10.   | »Wellengang«             | Valovi                | 5:11 |
| 11.   | »Apokalypse«             | Apokalipsa            | 5:14 |
| 12.   | »The Unknown Episode«    |                       | 5:46 |
| 56:12 |                          |                       |      |

| Bonus skladba s digibook inačice | Bonus skladba s digibook inačice | Bonus skladba s digibook inačice | Bonus skladba s digibook inačice | Bonus skladba s digibook inačice | Bonus skladba s digibook inačice | Bonus skladba s digibook inačice | Bonus skladba s digibook inačice | Bonus skladba s digibook inačice | Bonus skladba s digibook inačice |
| Br.                              | Skladba                          | Prijevod na hrvatski             | Trajanje                         |                                  |                                  |                                  |                                  |                                  |                                  |
| -------------------------------- | -------------------------------- | -------------------------------- | -------------------------------- | -------------------------------- | -------------------------------- | -------------------------------- | -------------------------------- | -------------------------------- | -------------------------------- |
| 13.                              | »Aufbruch«                       | Odlazak                          | 11:16                            |                                  |                                  |                                  |                                  |                                  |                                  |
| 67:28                            |                                  |                                  |                                  |                                  |                                  |                                  |                                  |                                  |                                  |

## Zasluge
| Equilibrium - René Berthiaume – gitara, bas-gitara, klavijature, prateći vokali, snimanje, miksanje, produkcija - Robert "Robse" Dahn – vokali - Tuval "Hati" Refaeli – bubnjevi Dodatni glazbenici - Charly Dahn – vokali (na skladbi "Apokalypse") - André Rösch – vokali (na skladbi "Uns'rer Flöten Klang") | Ostalo osoblje - Seref-Alexander Badir – miksanje - Mika Jussila – mastering - Skadi van Terror – naslovnica |